# Gob
Gob (укр. рот) — панк-група з Ленглі, Британська Колумбія, була сформована в 1993 році.

## Біографія

### Gob, Too Late... No Friends та How Far Shallow Takes You (1994–1999)
Група була створена в 1993 році, коли в середній школі в Ленглі (Британська Колумбія, Канада) зустрілись Тео Гуцінакіс (гітара, вокал) та Том Такер (гітара, вокал). З появою барабанщика Патріка Пазани та бас-гітариста Келлі Маккаулі група створила в 1994 году однойменний альбом «Gob» з дев'ятьма треками та випустила його в 1994 році на лейблі Landspeed Records.
Через особисті розбіжності Келлі був замінений на Джеймі Фокса та в 1995 році Gob випустив альбом Too Late... No Friends на лейблах Mint Records та Landspeed Records та на Nettwerk в 2000 році. Альбом був успішним, група почала давати концерти та виступати на багатьох фестивалях в підтримку свого альбому. Зразу ж після виходу альбому Gob випустили обмежене видання Green Beans and Almonds яке містило лише чотири пісні.
Колектив змінив багато басистів, доки постійним учасником не став Крейг Вуд. 1998 року Патрік Пазана покинув групу в зв'язку з народженням дочки. На зміну йому прийшов Гейб Ментл. З новим складом вони випустили альбом How Far Shallow Takes You в 1999 році. Він вийшов на Fearless, був перевиданий на Landspeed через конфлікт з Fearless. Зрештою був також перевиданий на Nettwerk. Альбом добре продавався в Канаді та в групи з'явилось набагато більше фанатів. Першим синглом з альбому була пісня «Beauville», другою - «What To Do».

### АльбомиThe World According to GobтаFoot in Mouth Disease(2000–2004)
В 2001 році вийшов найуспішніший альбом групи The World According to Gob з синглами «For The Moment», «I Hear You Calling», та «No Regrets». Пісні містили незначне відхилення від ранніх звучань панк-року. Канадська асоціація компаній звукозапису присудила альбому статус «золото» 2 травня 2002 року.
В 2002 році група випустила міні-альбом «F.U. EP», який містив кавер-версію класичної пісні «Soda», два ексклюзивних трека «L.A Song» та «Sick With You», а також нові треки з попереднього альбому «Foot in Mouth Disease», який вийшов на Arista Records в квітні 2003 року з синглами «Give Up The Grudge» та «Oh! Ellin».

### Muertos Vivos (2004–2008)
В 2004 Крейг Вуд покинув групу для того, щоб грати на гітарі в Авріл Лавін. На зміну йому прийшов Тайсон Майко. Останній альбом «Muertos Vivos» з синглами «We're All Dying», «Underground» та «Banshee Song» вийшов в США 27 листопада 2007 року, а в Канаді на лейблі Aquarius Records 23 жовтня. Жанр альбому переважно визначався як альтернативний метал, альтернативний рок, хард-рок та хардкор-панк.
В середині 2008 року Тайсон Майко покинув Gob, та був замінений на Стівена Фкйрвезера.
Останнім часом група здружилась з деякими канадськими групами. Коун з Sum 41 
деякий час грав на бас-гітарі у Gob. А Том став грати на концертах Sum 41, після того як групу залишив гітарист Дейв Бекш, зараз він є повноцінним учасником групи. Крім того, Тео з'явився на DVD/CD канадської поп-панк-групи Simple Plan A Big Package for You, що вийшов 25 листопада 2003 року.

### Новий альбом та майбутній документальний фільм (2009–дотепер)
11 вересня 2009 року, група на сторінці в MySpace повідомила, що найближчим часом, вони розпочнуть роботу над новим альбомом. Фронтмен Том Такер підтвердив на своїй сторінці в Myspace, що запис нового альбому Gob album розпочнеться в березні 2010 року.

## Дискографія
| Дата виходу       | Назва                      | Лейбл                        | Billboard 200 |
| ----------------- | -------------------------- | ---------------------------- | ------------- |
| 1994              | Gob                        | Landspeed Records            |               |
| 1995              | Too Late... No Friends     | Mint Records                 |               |
| 13 травня 1997    | Ass Seen on TV             | Sony BMG Music Entertainment |               |
| 8 грудня 1998     | How Far Shallow Takes You  | Nettwerk                     |               |
| 23 січня 2001     | The World According to Gob | Sony BMG Music Entertainment | 194           |
| 8 жовтня 2002     | F.U. EP                    | Nettwerk                     |               |
| 1 квітня 2003     | Foot in Mouth Disease      | Sony BMG Music Entertainment | 132           |
| 27 листопада 2007 | Muertos Vivos              | Aquarius                     |               |

## Склад групи

### Тепер[коли?]
- Том Такер — гітара, вокал (1994-дотепер)
- Тео Гуцінакіс — гітара, вокал (1994-дотепер)
- Гэйб Мэнтл — ударні, бек-вокал (1998-дотепер)
- Стивен Фэйрвезер — бас-гітара, бек-вокал (2008-дотепер)

### Колишні учасники
- Патрік Пазана — ударні, бек-вокал (1994—1998)
- Келлі Маккаулі — бас-гітара, бек-вокал (1994—1995)
- Джеми Фокс — бас-гітара, бек-вокал (1995—1996)
- Хеппі Кретер — бас-гітара, бек-вокал (1996)
- Крейг Вуд — бас-гітара, бек-вокал (1996—2004)
- Тайсон Майко — бас-гітара, бек-вокал (2007—2008)

### Запрошені
- Джейсон МакКеслін — бас-гітара, бек-вокал (2007)

## Інше
- Пісні Gob також використовувались в спортивних іграх EA — «I Hear You Calling» був використаний в грі NHL 2002[en], «Give Up the Grudge» (Madden NFL 2004[en]), « О! Ellin» (NHL 2004[en]), «I’ve Been Up These Steps» (NHL 2003[en]), та «Sick With You» (NHL 2003[en]).
- Gob часто виступали на літніх фестивалях Vans Warped Tour.
- Gob виконали кавер The Rolling Stones «Paint It Black», його можна почути в серіалі по Стівену Кінгу 2004 года «Доля Салему» (англ. Salem’s Lot) та «Отзвуки ехо» Девіда Кеппа (англ. Stir of Echoes). Крім того, кавер був використаний як інтро відомого хокейного клубу Філадельфія Флаєрс з 29 вересня 2007 по 6 квітня 2008 року.
- Учасники групи в ролі камео з'явились у фільмі «Тримайся до кінця» (англ. Going the Distance) разом з Авріл Лавін.